# テン (Y&Tのアルバム)
『テン』（Ten）は、アメリカ合衆国のハードロック・バンド、Y&Tが1990年に発表した7作目のスタジオ・アルバム。前身のイエスタデイ&トゥデイ時代のアルバムおよび、ライブ・アルバムも含めると通算10作目に当たる。

## 背景
ジョーイ・アルヴィスの脱退に伴い、ステフ・バーンズが後任ギタリストに迎えられた。「シティ」は、当時アリス・クーパー・バンドのギタリストだったアル・ピトレリがソングライティングに貢献した曲で、1991年にピトレリがクーパーのバンドを脱退した後には、ステフ・バーンズが後任を務めた。本作のレコーディングでは、元ジャーニーのスティーヴ・スミスが、大部分の曲でドラムスを担当している。
バンドは本作を最後に一度解散するが、1995年には解散時と同じラインナップで再結成した。

## 反響・評価
アメリカでは本作がBillboard 200で110位に達し、収録曲「ドント・ビー・アフレイド・オブ・ザ・ダーク」は『ビルボード』のメインストリーム・ロック・チャートで31位を記録した。
Stephen Thomas Erlewineはオールミュージックにおいて5点満点中2点を付け「"Don't Be Afraid of the Dark"には良いリフもあるが、レコードの大部分は強い印象に欠け、際立ったスタイルも閃きもなく、よく出来たメインストリーム・メタルに過ぎない」と評している。一方、ポール・エリオットは2024年、「レッド・ツェッペリンを思わせるタメの効いたリフを持つ"Hard Times"、アコースティック楽器により織り込まれた"Ten Lovers"、熟達したAORの"Don't Be Afraid of the Dark"など、一流のハードロック・レコードである」と評している。

## 収録曲
1. ハード・タイムス - "Hard Times" (Dave Meniketti, Phil Kennemore) – 5:14
2. ルーシー - "Lucy" (P. Kennemore) – 4:43
3. ドント・ビー・アフレイド・オブ・ザ・ダーク - "Don't Be Afraid of the Dark" (Robert White Johnson, Taylor Rhodes) – 4:51
4. ガール・クレイジー - "Girl Crazy" (D. Meniketti, P. Kennemore, Jimmy DeGrasso) – 4:01
5. シティ - "City" (D. Meniketti, P. Kennemore, J. DeGrasso, Al Pitrelli) – 5:37
6. カム・イン・フロム・ザ・レイン - "Come in from the Rain" (D. Meniketti, Stef Burns) – 6:03
7. レッド・ホット&レディ - "Red Hot & Ready" (D. Meniketti, P. Kennemore) – 4:19
8. シーズ・ゴーン - "She's Gone" (D. Meniketti, P. Kennemore, J. DeGrasso) – 4:17
9. レット・イット・アウト - "Let It Out" (Jeff Paris, Moon Calhoun) – 4:46
10. テン・ラヴァーズ - "Ten Lovers" (P. Kennemore) – 6:06
11. ゴーイン・オフ・ザ・ディープ・エンド - "Goin' Off the Deep End" (D. Meniketti, P. Kennemore) – 4:32
12. サレンダー - "Surrender" (D. Meniketti, P. Kennemore, J. DeGrasso) – 5:24

## 参加ミュージシャン
- デイヴ・メニケッティ - ボーカル、ギター
- ステフ・バーンズ - ギター、バッキング・ボーカル
- フィル・ケネモア - ベース、バッキング・ボーカル
- ジミー・デグラッソ - ドラムス

アディショナル・ミュージシャン
- スティーヴ・スミス - ドラムス
- ジェフ・パリス - キーボード、バッキング・ボーカル